# Luigi Garagna
Luigi Garagna (Goito, 4 settembre 1940) è un ex calciatore italiano, di ruolo terzino.

## Carriera
Esordì in Serie A con la maglia del Milan il 5 giugno 1960 disputando l'incontro Atalanta-Milan (0-0).
Ha inoltre giocato nel Rizzoli, nel Grosseto, nell'Asti, nel Lecce e nel Maglie.

## Palmarès

### Club

#### Competizioni regionali
- Prima Categoria: 1

Rizzoli: 1960-1961